# Klaus Pfeffer (Geistlicher)
Klaus Pfeffer (* 5. Dezember 1963 in Werdohl) ist ein deutscher römisch-katholischer Geistlicher und Generalvikar des Bistums Essen.

## Leben
Pfeffer wuchs in Neuenrade auf. Von 1983 bis 1985 machte er ein Volontariat bei der Werdohler Tageszeitung Süderländer Volksfreund. Ab 1985 studierte er in Bochum und Innsbruck Theologie. 
Am 5. Juni 1992 wurde er zum Priester geweiht. Danach war er drei Jahre Kaplan in der Pfarre St. Josef in Essen-Frintrop. 1995/1996 besuchte er den Einführungskurs Jugendpastoral am Jugendpastoralinstitut Don Bosco, Benediktbeuern. Von 1996 bis 2000 war er Stadtjugendseelsorger und Stadtseelsorger des BDKJ für den Bereich der Stadt Duisburg. Ab dem 1. Februar 1997 war er Subsidiar in St. Barbara, Duisburg-Hamborn. Von Mitte 2000 bis 2010 war er Rektor der Jugendbildungsstätte St. Altfrid in Essen-Kettwig und Rector ecclesiae der dortigen Kapelle. 
Von 1. April 2005 bis 1. November 2011 war er Diözesanbeauftragter für den öffentlich-rechtlichen Rundfunk. 
Ab 1. Januar 2006 war er Diözesanjugendseelsorger und Leiter der Abteilung Kinder und Jugend/Bischöfliches Jugendamt im Dezernat 1 des Bischöflichen Generalvikariates. Am 5. September 2010 wurde er zum Stellvertreter des Personaldezernenten ernannt. Am 1. Oktober 2010 wurde er Domvikar in der Hohen Domkirche zu Essen. Am 1. Januar 2011 wurde er zum Mitglied des Arbeitsstabs entsprechend der Verfahrensordnung bei sexuellem Missbrauch Minderjähriger durch Geistliche, Ordensmitglieder im Gestellungs- oder Beauftragungsverhältnis, Mitarbeiterinnen / Mitarbeiter im kirchlichen Dienst, sowie durch im kirchlichen Bereich ehrenamtlich tätige Personen ernannt. Residierender Domkapitular der Hohen Domkirche zu Essen wurde er am 2. Juni 2011. Am 1. Juli 2011 folgte die Ernennung zum Stellvertreter des Bischöflichen Generalvikars und Personaldezernent für das pastorale Personal. Am 29. Februar 2012 ernannte ihn Papst Benedikt XVI. zum Päpstlichen Ehrenkaplan. Am 1. November 2012 wurde er Generalvikar und Moderator der Bischöflichen Kurie.

## Positionen (Auswahl)
Pfeffer befürwortet die Frauenordination und die Zulassung verheirateter Priester.